# Xian de Chira
Pour les articles homonymes, voir Chira.
Cette page contient des caractères spéciaux ou non latins. S’ils s’affichent mal (▯, ?, etc.), consultez la page d’aide Unicode.
Le xian de Chira ou Qira (策勒县 ; pinyin : Cèlè Xiàn ; ouïghour : چىرا ناھىيىسى / Çira Nahiyisi) est un district administratif de la région autonome du Xinjiang en Chine. Il est placé sous la juridiction de la préfecture de Hotan.

## Démographie
La population du district était de 131 555 habitants en 1999.